# Ondersnijden

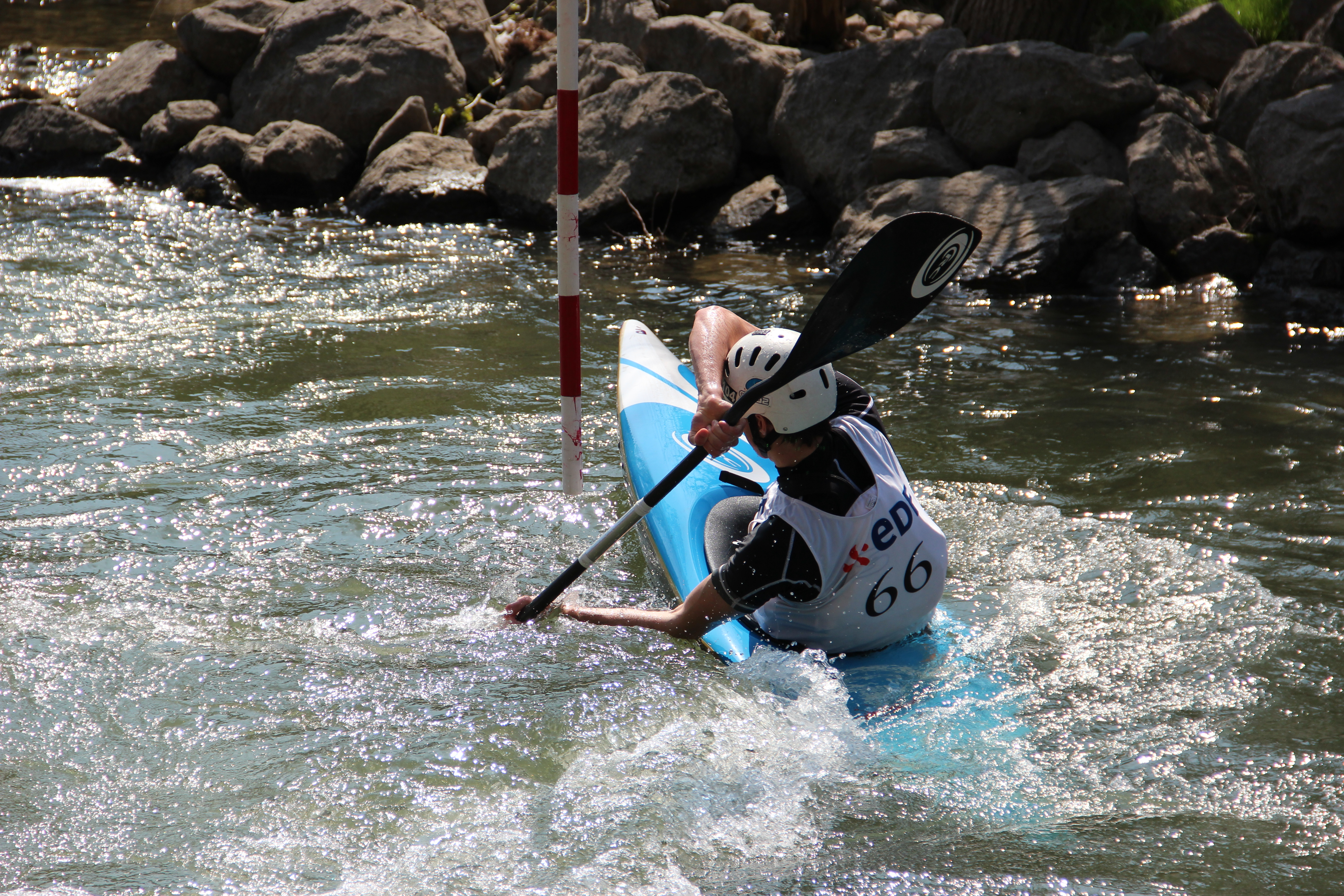
Een kortere draaicirkel door middel van ondersnijden

Ondersnijden is een techniek bij het kanovaren waarbij de voor- of achterpunt tijdens het draaien onderwater geduwd wordt.
Het ondersnijden is ontstaan vanuit de kanoslalom. Aanvankelijk werd slalom gevaren in kano's met veel volume waarbij de gehele kano door het poortje moest zijn voordat er gedraaid kon worden; de palen mogen immers niet aangeraakt worden. Iemand ontdekte dat als zowel de voor- als de achterpunt van de kano zeer laag (plat) zijn gemaakt, het draaien al mogelijk is voordat de kano door het poortje is gevaren, de punt draait dan onder de paal door. Op deze manier kan er een kortere route gevaren worden, bovendien is de kans op het aanraken van de poortjes kleiner.
Om te ondersnijden is een kano nodig met een platte punt. De kano wordt bij het draaien enigszins schuin gehouden, de lage kant naar de draairichting toe. Wanneer de kanovaarder ook met zijn gewicht een beetje naar de kant leunt waar de kano onderwater geduwd moet worden "hapt" de kano daar als het ware in het water. Als een mes dat schuin door het water beweegt snijdt de punt nu steeds dieper het water in.
Tegenwoordig wordt het ondersnijden voornamelijk gebruikt om kort te kunnen draaien. Omdat de achterpunt onderwater komt en de kano schuin in het water komt te staan wordt de draaicirkel van de kano kleiner, op deze manier kunnen snellere en kortere bochten gemaakt worden. Bovendien geeft de kano bij het horizontaal komen weer enige kracht in de voorwaartse richting.
Ondersnijden wordt ook gebruikt bij andere kano onderdelen zoals: kanopolo en freestyle.